# معكوس تاجي

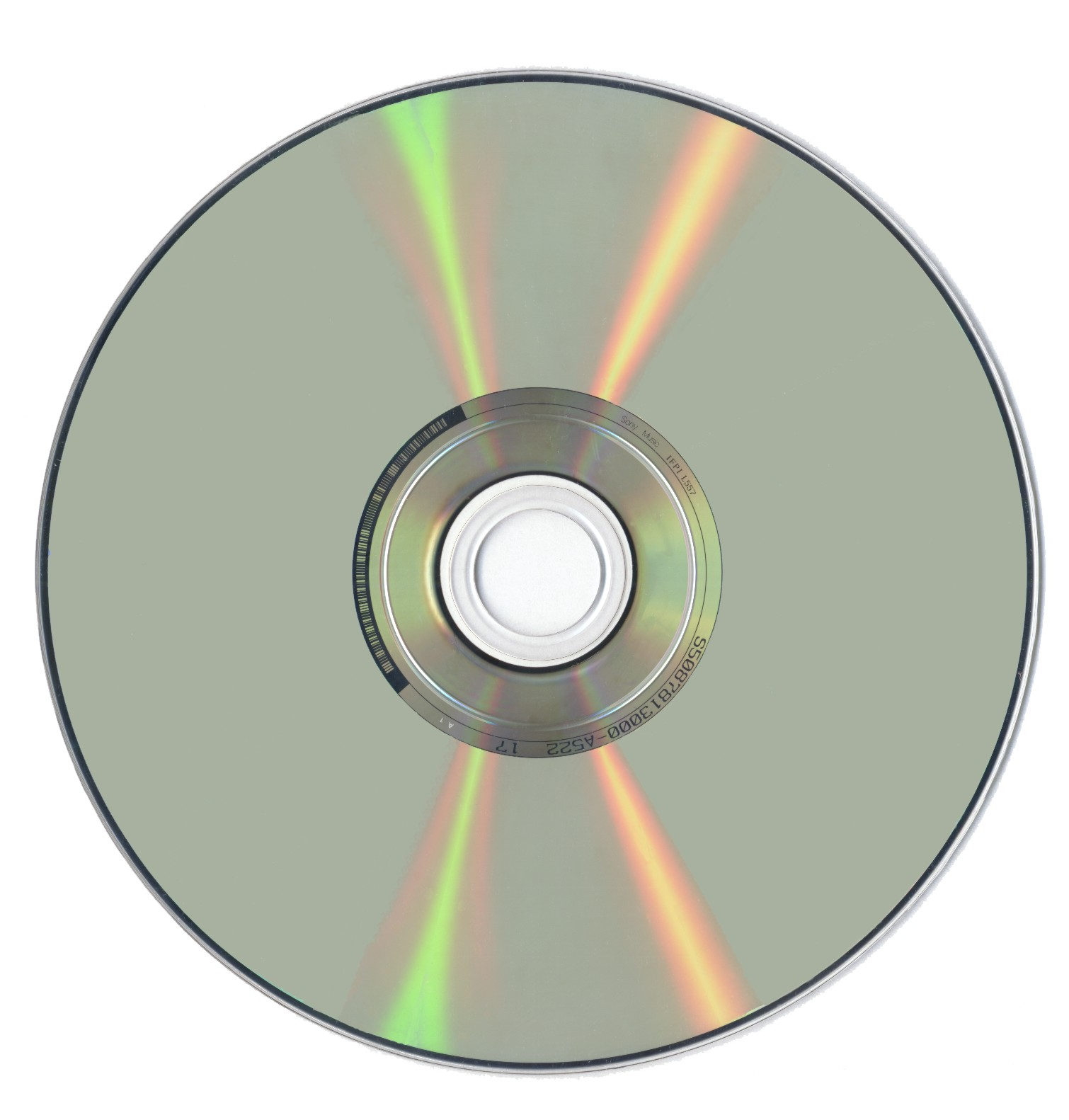

المعكوس التاجي (بكرونيم) هو اللفظ الذي أعيد تركيبه من كلمات مخالفة للكلمات التي ركب منها في الأصل، سهوا أو عمدا، وأعطي معنى جديدا على هذا الاعتبار.

## أمثلة

### فرنسية
- بال من Phase alternated line ثم من Payer l'addition de luxe
- سيكام من Séquentiel couleur à mémoire ثم من Système élégant contre les américains